# Scottsburg (Indiana)
Scottsburg é uma cidade localizada no estado americano de Indiana, no Condado de Scott.

## Demografia
Segundo o censo americano de 2000, a sua população era de 6040 habitantes.
Em 2006, foi estimada uma população de 5992, um decréscimo de 48 (-0.8%).

## Geografia
De acordo com o United States Census Bureau tem uma área de
12,4 km², dos quais 12,4 km² cobertos por terra e 0,0 km² cobertos por água. Scottsburg localiza-se a aproximadamente 164 m acima do nível do mar.

## Localidades na vizinhança
O diagrama seguinte representa as localidades num raio de 24 km ao redor de Scottsburg.